# Френклин (Минесота)
Френклин (енгл. Franklin) град је у америчкој савезној држави Минесота.

## Демографија
По попису из 2010. године број становника је 510, што је 12 (2,4%) становника више него 2000. године.
| Група             | 2000.       | 2010.       |
| Белци             | 480 (96,4%) | 466 (91,4%) |
| Афроамериканци    | 0 (0,0%)    | 1 (0,2%)    |
| Азијати           | 0 (0,0%)    | 8 (1,6%)    |
| Хиспаноамериканци | 7 (1,4%)    | 9 (1,8%)    |
| Укупно            | 498         | 510         |